# Makemo (comuna)
Makemo é uma comuna da Polinésia Francesa, no arquipélago de Tuamotu. Estende-se por uma área de 100 km², com 1.422 habitantes, segundo os censos de 2007, com uma densidade de 14 hab/km².